# Фотино, Мария
Мария Фотино (рум. Maria Fotino; 22 сентября (5 октября) 1913 — 26 января 1996) — румынская пианистка.

## Биография
Родилась в семье музыкантов. Отец, Йоан Александру Фотино (1871—1930), был профессором Бухарестской консерватории по классу тромбона, мать частным образом преподавала фортепиано. Брат Василе Фотино (1904—1954) стал скрипачом, брат Ион Фотино (1908—1979) — виолончелистом, сестра Екатерина Фотино-Негру (1902—1991) училась игре на фортепиано у Альфреда Корто, но посвятила себя в большей степени педагогической карьере.
Училась в Бухарестской консерватории у Флорики Музическу, затем совершенствовала своё мастерство в Берлине у Эдвина Фишера и в Париже у Сантьяго Риеры. С 1928 года концертировала и выступала на радио. Вместе со своим консерваторским другом Дину Липатти в 1933 году участвовала в международном конкурсе пианистов в Вене. В 1953 году получила звание солистки Румынского радио.
Наиболее важное место в репертуаре Фотино занимали произведения Йозефа Гайдна и Вольфганга Амадея Моцарта, она также сотрудничала как исполнитель с Джордже Энеску (в том числе в 1942—1944 годах участвовала в составе фортепианного трио вместе со своим братом Ионом).